# Soulskinner
Soulskinner est le sixième album studio du groupe de brutal death metal allemand Fleshcrawl. Il est sorti en 2001.
Albums de Fleshcrawl
As Blood Rains from the Sky... We Walk the Path of Endless Fire Made of Flesh

## Line-up
- Sven Gross : chant.
- Stefan Hanus : guitare.
- Mike Hanus : guitare.
- Tobias Schick : basse.
- Bastian Herzog : batterie.

## Set-list
1. Soulskinner - 3:48.
2. Dyin' Blood - 6:32.
3. Carved In Flesh - 4:26.
4. Breedin' The Dead - 3:08.
5. The Forthcomin' End - 5:16.
6. Deathvastation - 4:01.
7. Legions Of Hatred - 4:04.
8. Forced To Kill - 3:56.
9. Rotten - 4:42.
10. Metal Gods - 3:33 (reprise de Judas Priest).